# Rörflensgräsmal
Rörflensgräsmal, Elachista maculicerusella är en fjärilsart som beskrevs av Charles Théophile Bruand d’Uzelle 1859. Enligt Catalogue of Life är det vetenskapliga namnet istället Elachista cerusella beskriven med det namnet av Jacob Hübner 1796. Rörflensgräsmal ingår i släktet Elachista, och familjen gräsmalar. Arten är reproducerande i Sverige. En underart finns listad i Catalogue of Life, Elachista cerusella klimeschi Dufrane, 1957.

## Bildgalleri

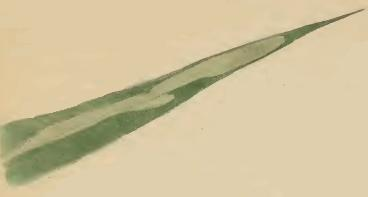
Vassblad minerat av rörflensgräsmal
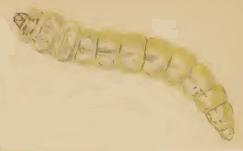
Larv av rörflensgräsmal
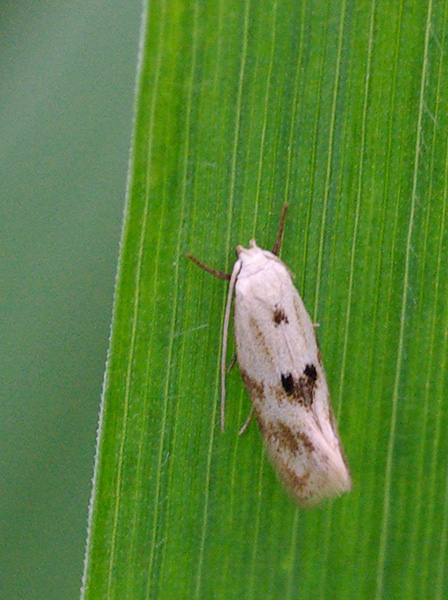
Fullbildad rörflensgräsmal
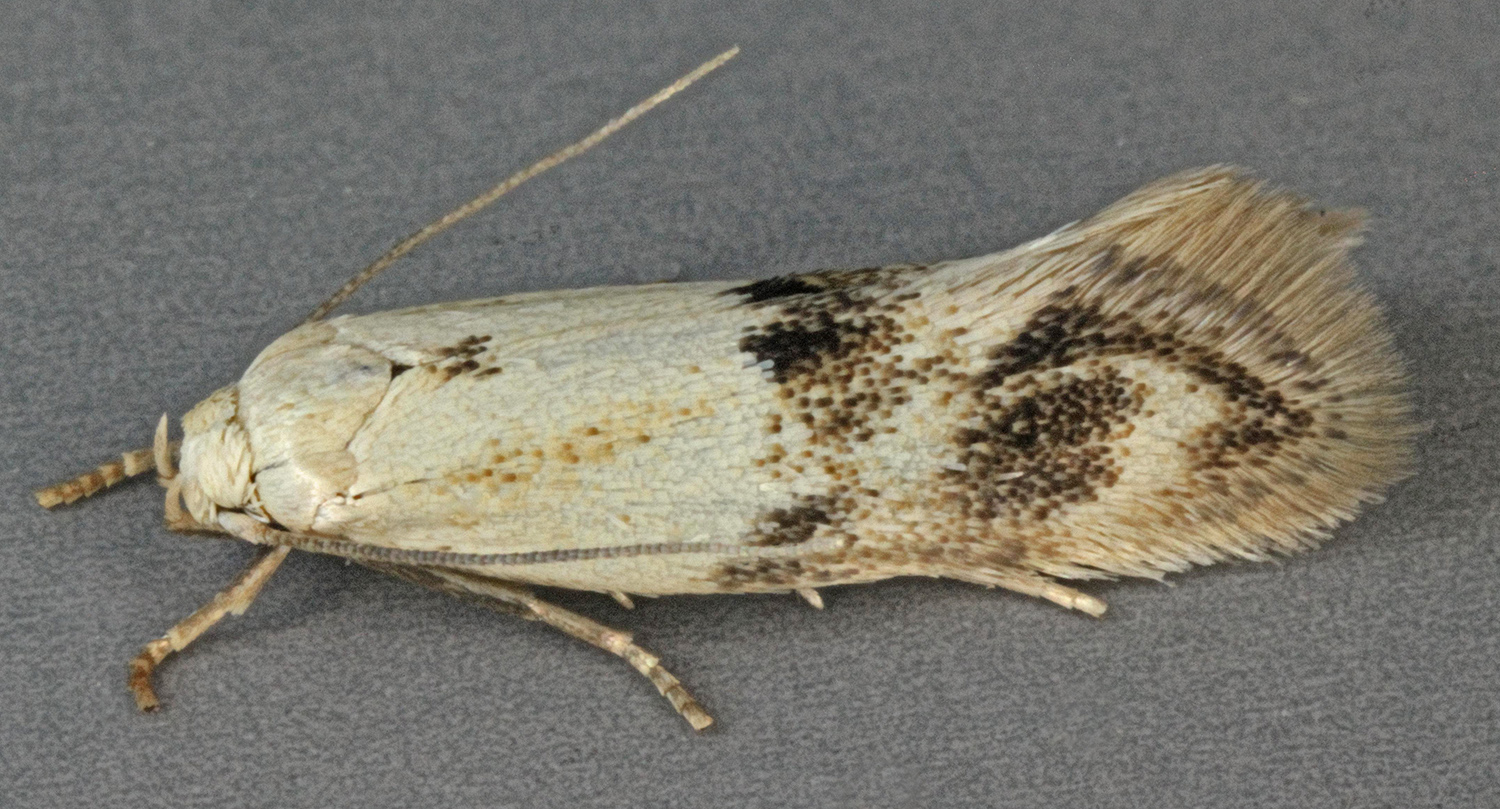
Fullbildad rörflensgräsmal
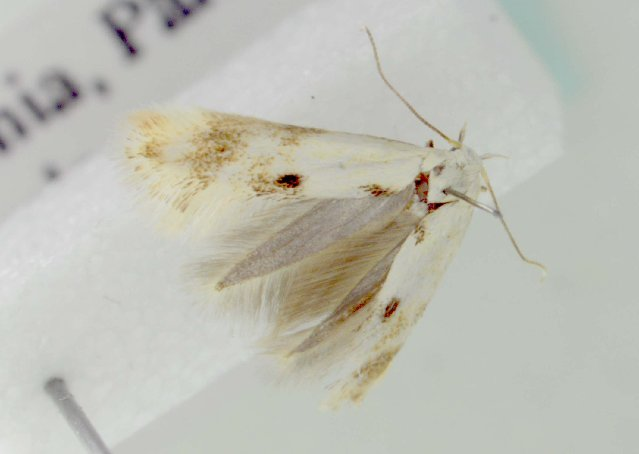
Insamlad och preparerad rörflensgräsmal
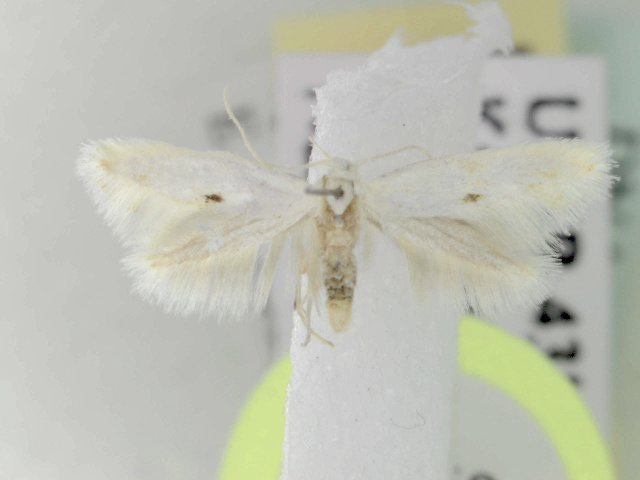
Insamlad och preparerad rörflensgräsmal